# Șevcenko (Mostove), Domanivka
Șevcenko (în ucraineană Шевченко) este un sat în comuna Mostove din raionul Domanivka, regiunea Mîkolaiiv, Ucraina.

## Demografie
Componența lingvistică a localității Șevcenko
     Ucraineană (100%)
Conform recensământului din 2001, toată populația localității Șevcenko era vorbitoare de ucraineană (100%).